# Ceratostrotia
Ceratostrotia là một chi bướm đêm thuộc họ Noctuidae.

## Các loài
- Ceratostrotia melanchlaena Swinhoe, 1891